# Tzannīs Stavrakopoulos
Tzannīs Stavrakopoulos (in greco Τζαννής Σταυρακόπουλος?; Atene, 30 ottobre 1971) è un ex cestista greco.

## Carriera
Con la Grecia ha disputato i Campionati europei del 1995.

## Palmarès
- Coppa di Grecia: 12

Panathinaikos:	1995-96
- Coppa dei Campioni: 1

Panathinaikos: 1995-96
- Coppa Korać: 2

Aris Salonicco: 1996-97